# Biblioteca di Studi Teatrali di Casa Goldoni

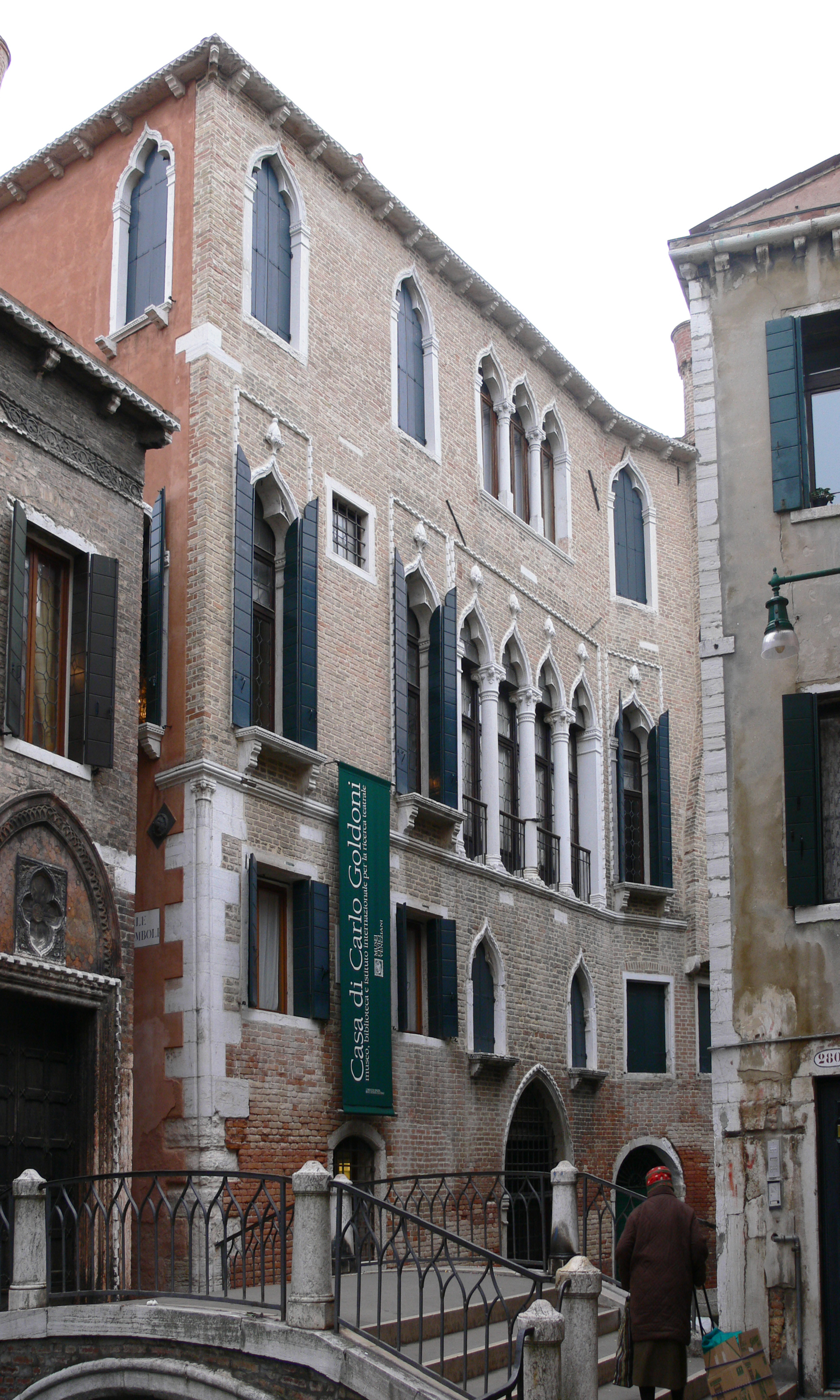
Die Casa Goldoni

Die Biblioteca di Studi Teatrali di Casa Goldoni ist eine Bibliothek in Venedig, die 1953 eröffnet wurde und die sich im Sestiere San Polo befindet.
Entsprechend der Aufgabe des Hauses, das bis 1875 Teatro di San Luca hieß, sammelt die Casa Goldoni Theaterbestände, dazu besitzt das Haus einige Autographe Carlo Goldonis, nach dem das Haus benannt ist. Ein besonders wichtiger Bestand ist das Archivio Vendramin, das zentrale Bedeutung für die historische Arbeit über Goldoni hat, dazu die reichen Sammlungen von Edgardo Maddalena (1867–1929) und Cesare Musatti.
Darüber hinaus konnte die Bibliothek des Giuseppe Ortolani erworben werden, des ersten Konservators des Instituts. Sie enthält seltene Texte aus dem 18. Jahrhundert.
Heute umfasst die Bibliothek rund 30.000 Bände und ist damit eines der bedeutendsten theaterwissenschaftlichen und -historischen Häuser. Seit 2001 ist der Katalog auf digitale Basis umgestellt.

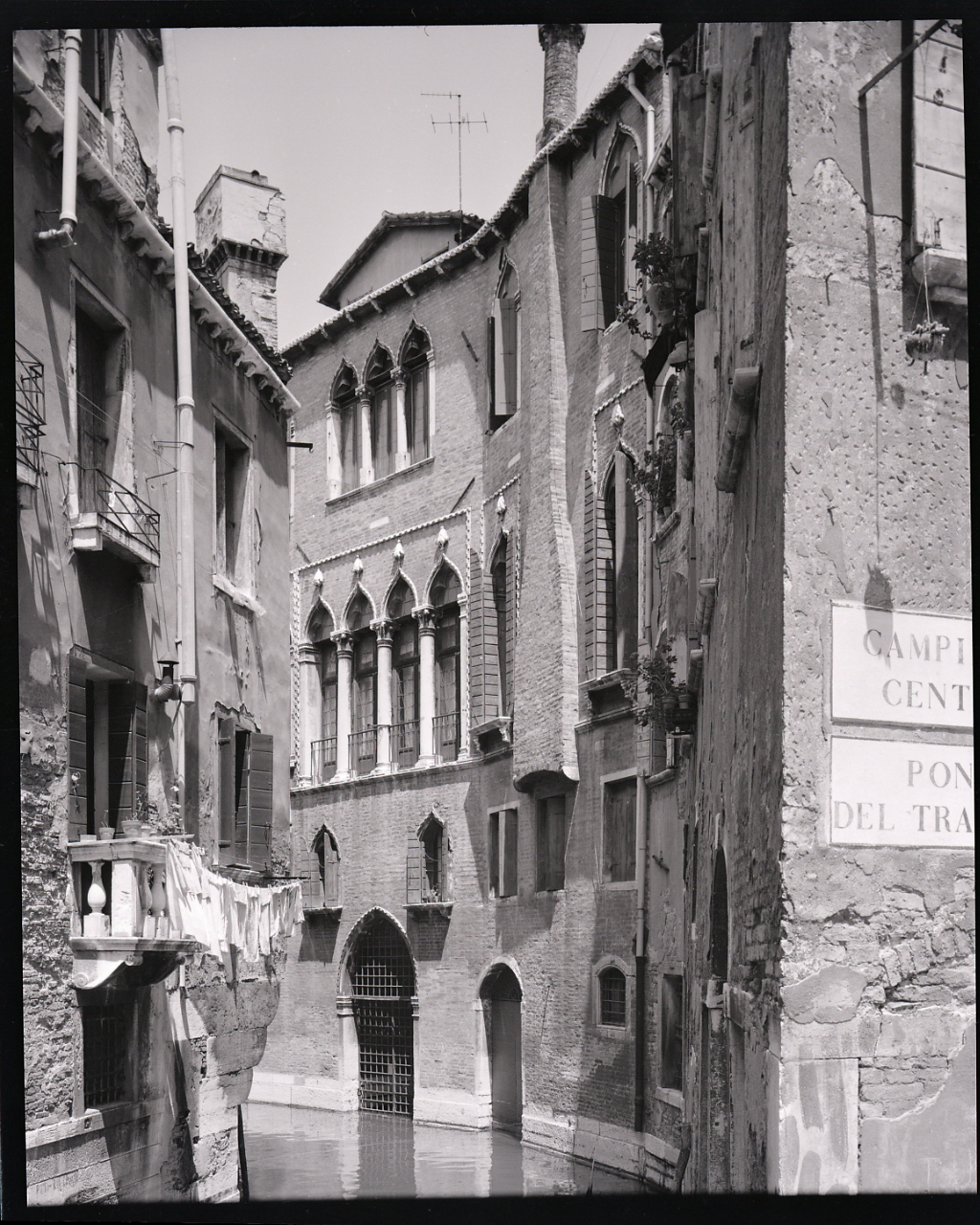
Foto von Paolo Monti, 1967
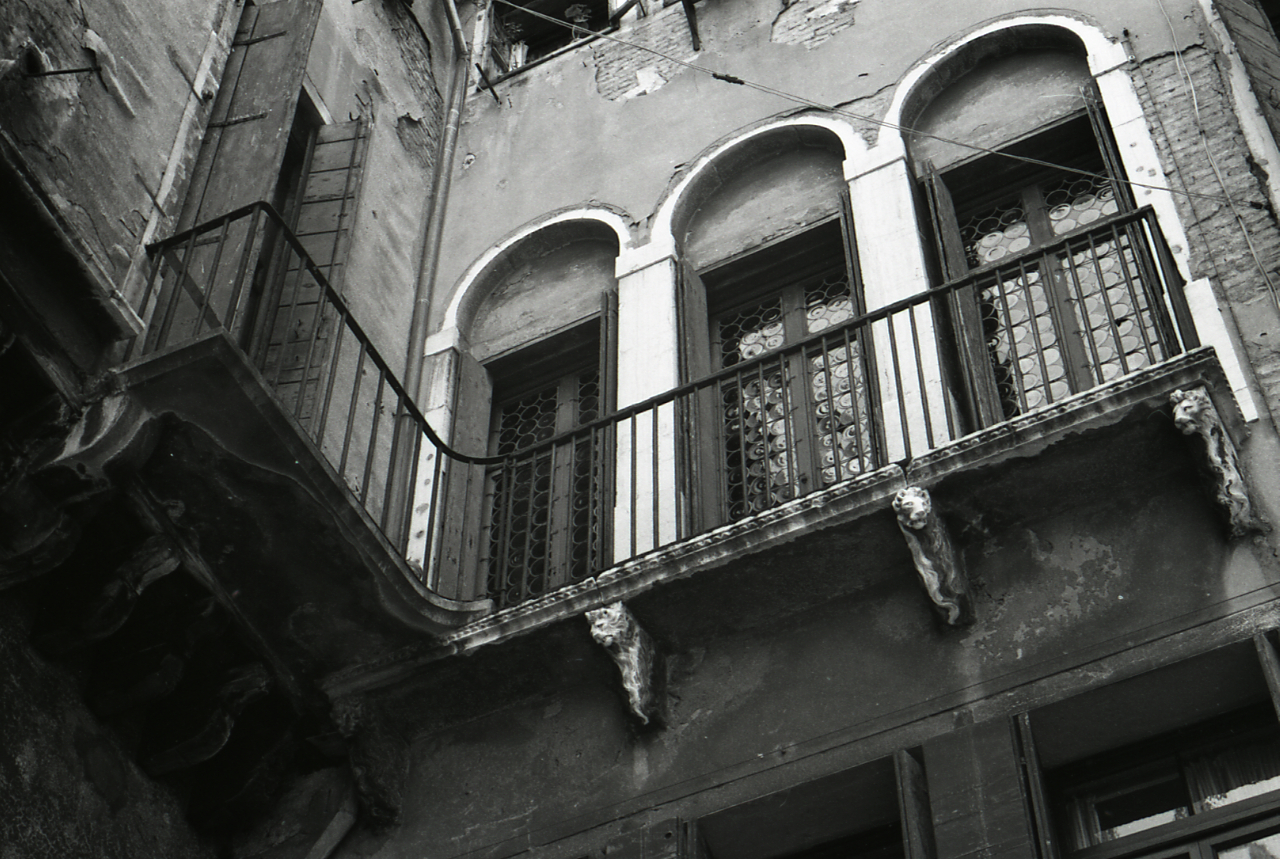
Foto von Paolo Monti, 1968